# St. Ludwig (Marktbreit)

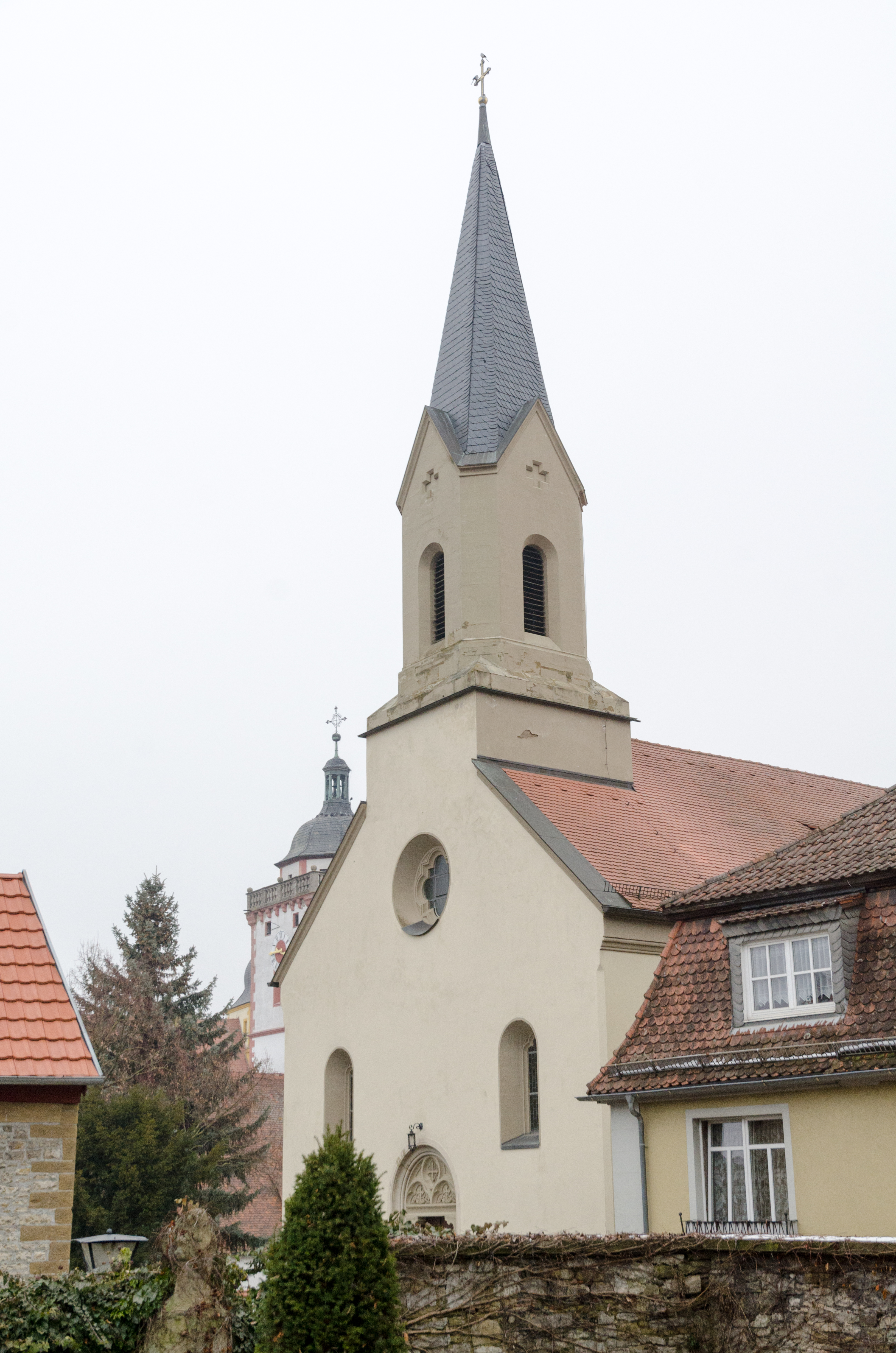
Die Kirche in Marktbreit

Die Kirche St. Ludwig im unterfränkischen Marktbreit ist die Pfarrkirche der römisch-katholischen Gemeinde. Sie steht an der Bahnhofstraße am Rande der Altstadt. Die Kirche ist heute Teil des Dekanats Kitzingen im Bistum Würzburg.

## Geschichte
Im Jahr 1324 wurde die Nikolauskapelle in Niedernbreit, dem heutigen Marktbreit, zur Pfarrkirche erhoben. Die Reformation wurde in Marktbreit im 16. Jahrhundert eingeführt. Bis 1591 war das gesamte Dorf lutherisch. Mit dem 17. Jahrhundert entstand im Dorf dann wieder eine kleine katholische Gemeinde. Die Herren von Schwarzenberg errichteten einen Betsaal im Seinsheimer Schloss und ließen die Katholiken von Kapuzinerpatres aus Ochsenfurt betreuen.
Bis 1806 war die katholische Gemeinde auf etwa 300 Personen angewachsen und wurde zur Kuratie erhoben. Der bayerische König Ludwig I. überließ daraufhin in den vierziger Jahren des 19. Jahrhunderts ein Grundstück für den Kirchenbau. Von 1846 bis 1849 wurde das Gotteshaus von Andreas Deppisch aus Marktbreit errichtet. Am 14. Oktober 1849 weihte Bischof Georg Anton von Stahl die neue Kirche und unterstellte sie dem Namenspatron des Königs von Bayern, dem heiligen Ludwig.
Kurz nach der Weihe, 1855, erhob man die Kuratie dann zu einer selbstständigen Pfarrei. Im Jahr 1927 wurde nördlich des Chores eine Sakristei errichtet. 1956 wurde die Kirche erstmals renoviert. Das Bayerische Landesamt für Denkmalpflege ordnet das Kirchengebäude als Baudenkmal ein. Untertägige Reste im Boden sind als Bodendenkmal erfasst. Daneben ist die Kirche Teil des Ensembles Altstadt Marktbreit.

## Architektur
Die Kirche präsentiert sich als Saalbau, sie wurde aus verputztem Mauerwerk ausgeführt. Sie ist geostet und schließt im Osten mit einem einachsigen Chor mit Fünfachtelschluss ab. Das Westportal wurde mit romanisierendem Schmuck verziert, vor allem das Tympanon mit den drei Kreuzen entspricht dieser Stilrichtung. Zwei Rundbogenfenster und ein Ochsenauge gliedern die Westseite zusätzlich. Der Turm wurde auf das Satteldach der Westseite aufgesetzt. Das Glockengeschoss wurde achtseitig gearbeitet.

## Ausstattung

### Glocken
Die Kirche in Marktbreit weist ein vierstimmiges Geläut auf. Die älteste dieser Glocken stammt aus dem Jahr 1925 und wurde in Heidingsfeld gegossen. Die anderen Glocken mussten während des Zweiten Weltkriegs zum Einschmelzen abgegeben werden und wurden erst im Jahr 1949 durch neue ersetzt.
| Nummer | Name               | Gießer                  | Gussjahr | Grundton |
| ------ | ------------------ | ----------------------- | -------- | -------- |
| 1.     | Christkönigsglocke | Benjamin Grüninger      | 1949     | fis‘     |
| 2.     | Marienglocke       | Benjamin Grüninger      | 1949     | a‘       |
| 3.     | Josefsglocke       | Fa. Klaus, Heidingsfeld | 1925     | h‘       |
| 4.     | Ludwigsglocke      | Benjamin Grüninger      | 1949     | cis‘‘    |

### Weitere Ausstattung
Hinter dem Hauptaltar und den beiden Seitenaltären im Chor und an den Seiten des Chorbogens befinden sich anstelle von Retabeln drei Wandbilder. Das Freskogemälde des Hochaltars wurde 1956 vom Würzburger Willi Jakob gemalt. Zentral ist hier die Kreuzigungsszene. Die Assistenzfiguren Johannes und Maria rahmen den Gekreuzigten ein. Unterhalb erkennt man außerdem den heiligen Ludwig, den Patron der Kirche.
Das rechte Seitengemälde zeigt das Bild des heiligen Josef. Es kam bereits 1938 in das Gotteshaus. Die Stationen des Nährvaters Jesu werden hier gezeigt: Die Verlobung mit Maria, die Flucht nach Ägypten, die Traumwarnung, Alltag in Nazareth, die Suche im Tempel und der Heimgang des Nährvaters. Links ist das Bild der Schutzmantelmadonna zu sehen. Wie auch die Josefsdarstellung wurde sie 1938 von Willi Jakob gemalt. In der Darstellung wird auf die großen Marienfeste hingewiesen.
Der schlichte Kirchenraum weist noch einige weitere Kunstwerke auf. An der linken Rückwand wurde eine Gedächtnistafel für die gefallenen Gemeindemitglieder des Ersten Weltkriegs aufgehängt, rechts steht der ausladende Taufstein und ein Beichtstuhl, der zur Zeit der Errichtung in das Kircheninnere kam. Mehrere Heiligenfiguren und eine Kreuzigungsgruppe an den Langhauswänden ergänzen die Ausstattung. Die Orgel erhebt sich auf der Westempore.